# Вілтон Сампайо
Вілтон Перейра Сампайо (порт. Wilton Pereira Sampaio, нар. 25 грудня 1981, Терезіна-ді-Гояс, Гояс, Бразилія) — бразильський футбольний арбітр.

## Біографія
Обслуговував матчі бразильської Серії А з 2007 року і був обраний як один з найкращих арбітрів чемпіонату 2012 року.
Став арбітром ФІФА на початку 2013 року. 18 квітня 2013 року дебютував у міжнародному матчі під час гри «Сан-Паулу» та «Атлетіко Мінейру» в Кубку Лібертадорес. Матч закінчився з рахунком 2:0 на користь «Сан-Паулу», а Сампайо показав сім жовтих карток. 8 червня 2014 року вперше обслуговував матч збірних, в якому Тринідад і Тобаго зустрічався з Іраном (0:2). 
У квітні 2018 року він був обраний одним з тринадцяти відеоасистентів арбітрів, що брали участь у обслуговуванні матчів чемпіонату світу 2018 року.
У червні-липні 2019 обслуговував матчі Кубка Америки.
У 2022 році обраний арбітром на ЧС 2022 у Катарі.